# Dysderina
Dysderina är ett släkte av spindlar. Dysderina ingår i familjen dansspindlar.

## Dottertaxa tillDysderina, i alfabetisk ordning[1]
- Dysderina abdita
- Dysderina belinda
- Dysderina bimucronata
- Dysderina caeca
- Dysderina capensis
- Dysderina concinna
- Dysderina craneae
- Dysderina desultrix
- Dysderina dura
- Dysderina furtiva
- Dysderina globina
- Dysderina globosa
- Dysderina granulosa
- Dysderina humphreyi
- Dysderina improvisa
- Dysderina insularum
- Dysderina intempina
- Dysderina keyserlingi
- Dysderina machinator
- Dysderina meridina
- Dysderina montana
- Dysderina obtina
- Dysderina perarmata
- Dysderina plena
- Dysderina potena
- Dysderina princeps
- Dysderina principalis
- Dysderina propinqua
- Dysderina purpurea
- Dysderina recondita
- Dysderina rigida
- Dysderina rugosa
- Dysderina scutata
- Dysderina seclusa
- Dysderina silvatica
- Dysderina similis
- Dysderina simla
- Dysderina soltina
- Dysderina speculifera
- Dysderina straba
- Dysderina sublaevis
- Dysderina termitophila
- Dysderina watina
- Dysderina zinona